# Irene Triesch
Irene Triesch   (Viena, 13 d'abril de 1875 - Hünigen Castle, 24 de novembre de 1964) va ser una actriu austríaca. Des del 1904 estava casada amb el pianista Frederich Lamond i des del 1938 vivia a la seva casa de jubilats a la casa Alan Grange, prop de Glasgow.

## Biografia
Descoberta per Friedrich Mitterwurzer, va començar la seva carrera escènica al "Residenztheater" de Berlín el 1894. Després de diversos compromisos, va pertànyer al conjunt del "Lessing Theatre", dirigit per Otto Brahm des del 1904, on es va convertir en una de les estrelles de l'escenari. Ella i el seu marit van tenir una filla, Irene Elisabeth Lamond (nascuda cap al 1904).

## Obres radiofòniques (selecció)
- 1926: Henrik Ibsen: Rosmersholm - Director: Viktor Heinz Fuchs (Lliçó de ràdio de Silèsia)
- 1927: Friedrich Schiller: Maria Stuart - Director: Hans Bodenstedt (NORAG)
- 1927: Friedrich Hebbel: Herodes i Mariamne - Director: Viktor Heinz Fuchs (Schlesische Funkstunde)
- 1927: N. N.: Part 2: Otto Brahm - Director: No especificat (Funk-Hour Berlin)